# Левшуково
Левшуково — упразднённая в 2021 году деревня в Белозерском районе Вологодской области. Входила в состав Шольского сельского поселения, с точки зрения административно-территориального деления — в Шольский сельсовет.

## География
Расположена в северо-западной части региона на реке Базега.
Расстояние до районного центра Белозерска по автодороге — 138 км, до центра муниципального образования села Зубово по прямой — 28 км. Ближайший населённый пункт — Коновалово.

## История
До 17 марта 2000 года входила в Сотозерский сельсовет
Упразднена 27 мая 2021 года, согласно Постановлению Правительства Вологодской области от 17.05.2021 № 530 «Об изменениях в административно-территориальном устройстве Белозерского района Вологодской области»

## Население
По данным переписи в 2002 году постоянного населения не было.

## Инфраструктура
Было личное подсобное хозяйство.

## Транспорт
Просёлочные дороги.